# Municipio de Middle (Arkansas)
El municipio de Middle (en inglés: Middle Township) es un municipio ubicado en el condado de Franklin en el estado estadounidense de Arkansas. En el año 2010 tenía una población de 1144 habitantes y una densidad poblacional de 18,18 personas por km².

## Geografía
El municipio de Middle se encuentra ubicado en las coordenadas 35°25′53″N 93°50′18″O / 35.43139, -93.83833. Según la Oficina del Censo de los Estados Unidos, el municipio tiene una superficie total de 62.91 km², de la cual 59,51 km² corresponden a tierra firme y (5,41 %) 3,4 km² es agua.

## Demografía
Según el censo de 2010, había 1144 personas residiendo en el municipio de Middle. La densidad de población era de 18,18 hab./km². De los 1144 habitantes, el municipio de Middle estaba compuesto por el 95,54 % blancos, el 0,7 % eran amerindios, el 1,14 % eran asiáticos, el 0,96 % eran de otras razas y el 1,66 % eran de una mezcla de razas. Del total de la población el 1,84 % eran hispanos o latinos de cualquier raza.